# Pehria compacta
Pehria compacta là một loài thực vật có hoa trong họ Lythraceae. Loài này được (Rusby) Sprague mô tả khoa học đầu tiên năm 1923.